# Fidelis Schabet
Fidelis Schabet, auch Fidel Schabet genannt, (geboren am 21. Juni 1813 in Wurzach; gestorben am 14. Februar 1874 in München, Königreich Bayern) war ein Bildnis-, Heiligen- und Historienmaler, der in Oberschwaben und im Raum München aktiv war und zahlreiche Decken- und Wandmalereien schuf.

## Leben
Schabet machte seine ersten Studien in der Malerei in Stuttgart. Um 1831 kam er nach München und schrieb sich dort am 11. November 1831 an der Königlichen Akademie der Bildenden Künste für das Fach Malerei ein. Er wurde ein Schüler und Gehilfe des Malers Peter von Cornelius, dem er ab 1836 bei der Ausmalung der Kirche St. Ludwig assistierte. Hier war er an der Herstellung des Freskos Die vermittelnden Engel im Deckenbild nach einem Entwurf von Cornelius beteiligt. Im Jahr 1844 fertigte er für die katholische Pfarrkirche St. Maria vom Schloss Zeil Deckengemälde an. Er stellte für Privatleute auch Gemälde und Andachtsbildnisse in Ölfarben her. Zu seinen Werken gehören zudem Altarbilder in Aichstetten, Bollingen, Diepoldshofen, Ellwangen, Regensburg und Seibranz, sowie Deckengemälde in der Stiftskirche in Hechingen, in Dettingen am Aalbuch, Wandgemälde in der Kirche in Taldorf. Zudem gab es drei Fresken mit Szenen aus der bayerischen Geschichte im vormaligen Bayerischen Nationalmuseum in München. 1861 wohnte er in der Schwanthalerstraße 31. Als er in der Gabelsbergerstraße Nr. 18 wohnte, wurde dort am 5. Februar 1863 in seinem Zimmer von Wilhelm von Kaulbach, dem Direktor der Münchner Kunstakademie, eine Federzeichnung angefertigt, die Schabets „Kopfbüste im Profil von rückwärts“ zeigt. Zu seinen späten Werken zählen Arbeiten in Friedrichshafen im Jahr 1873.
Schabet erstellte 1869 für König Ludwig II. von Bayern als Aquarell einen Entwurf für eine Venusgrotte in Schloss Neuschwanstein. Dort wurde jedoch nur eine kleine Grotte zwischen Wohnzimmer und Arbeitszimmer realisiert, stattdessen wurde 1876/1877 die Venusgrotte im Park von Schloss Linderhof durch Landschaftsbildner August Dirigl gefertigt.

## Werke (Auswahl)
- 1847: Gott Vater im Chor der Engel, Die Himmelfahrt Christi und Die Ausgiessung des heil. Geistes drei figurenreiche Deckengemälde im Schiff der Stiftskirche Hechingen[6]
- 1850: Die Kinder von Johann Michael Kopp (Bleistift auf Papier)[7]
- 1856: zwei Altargemälde Altmannshofen, Dekanat Leutkirch
- 1856: Altarbild Jesus auf dem Weg nach Emmaus der Sebastianskapelle des Ritterguts Mosisgreut[8]
- 1867: Altarblatt Pfingstwunder und Geburt Christi Katholische Pfarrkirche St. Gordian und Epimachus, Merazhofen
- Innenrenovierung der Asamkirche St. Johann Nepomuk, gemeinsam mit dem Vergolder Johann Radspieler
- Hochaltarbild in Bollingen die Steinigung Stephani

Wandbilder des Bayerischen National-Museums:
- Das bayerische Heer erhebt sich gegen Johann von Werth als dieser es 1647 seinem Kriegsherrn untreu machen und verrätherisch zum Kaiser überführen will
- Der greise Kurfürst Maximilian I. übergibt seinem Sohne Ferdinand Maria die moneta paterna
- Herzog Maximilian I. vollendet den Residenzbau in München 1819[11]

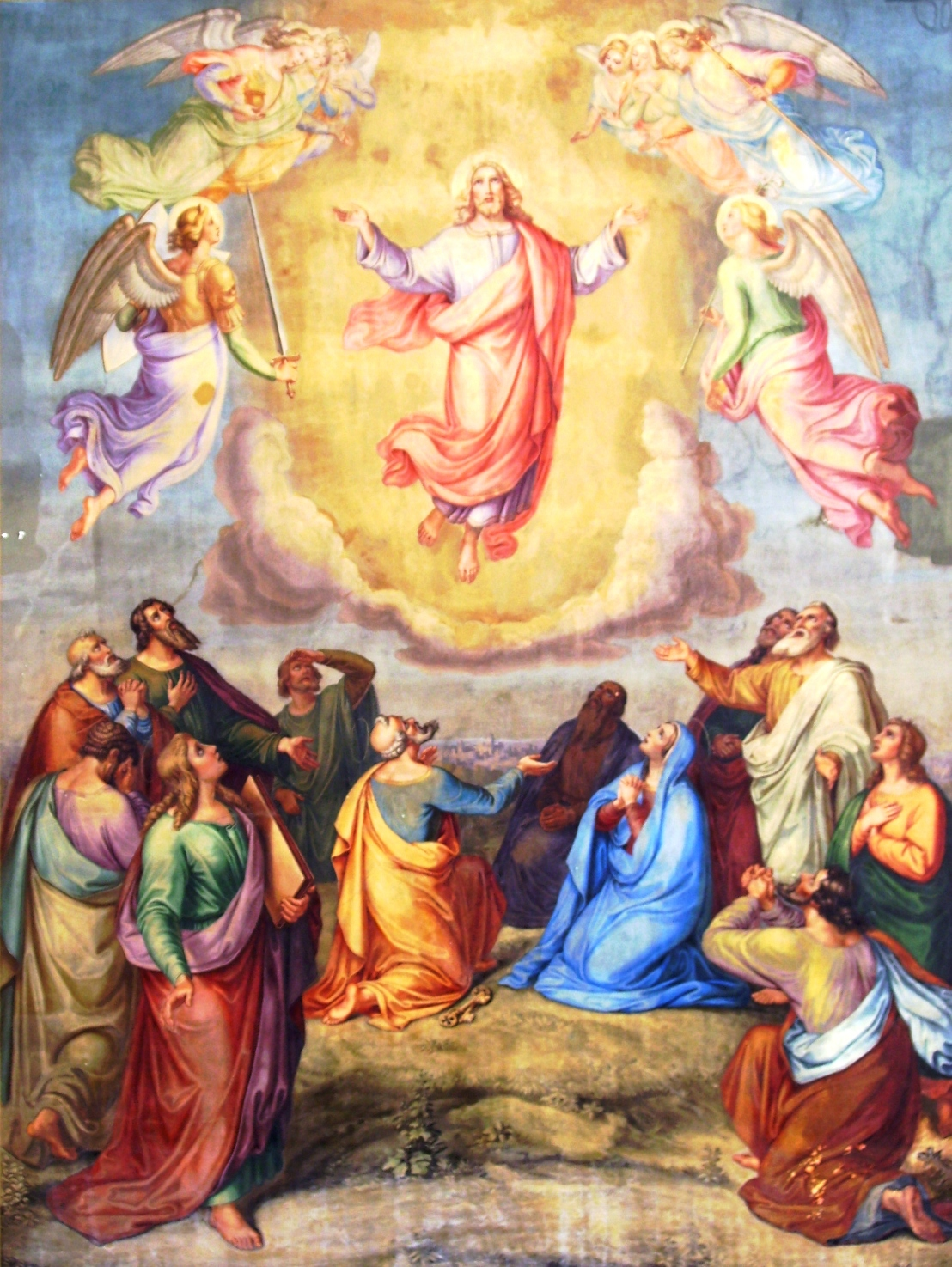
Deckengemälde Stiftskirche Hechingen
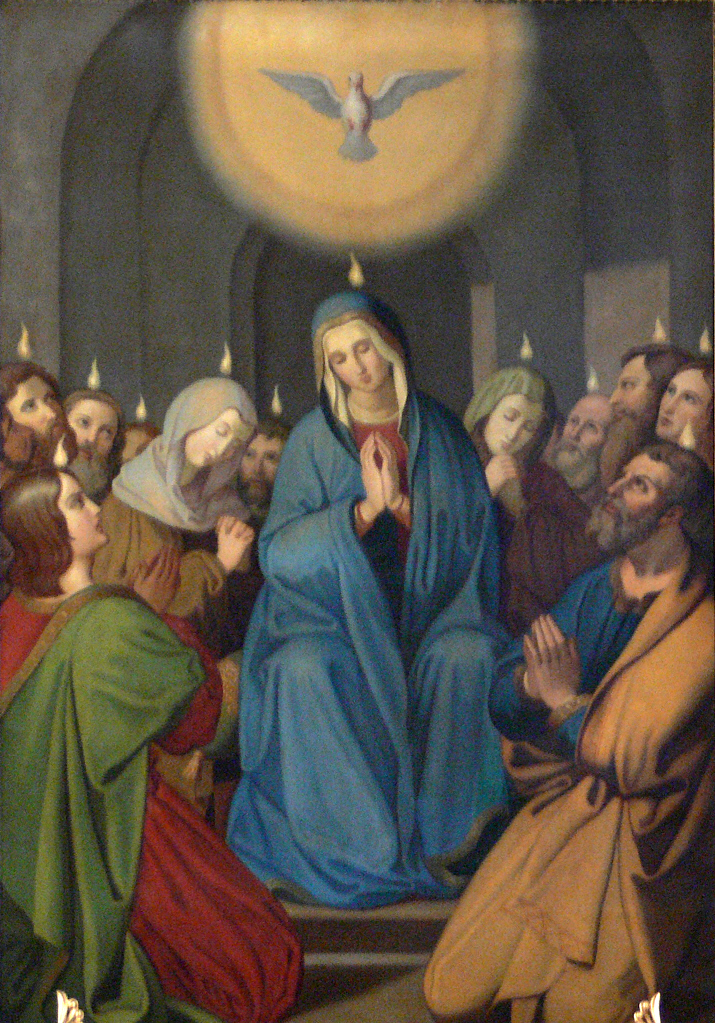
Josephsaltar Pfingstwunder
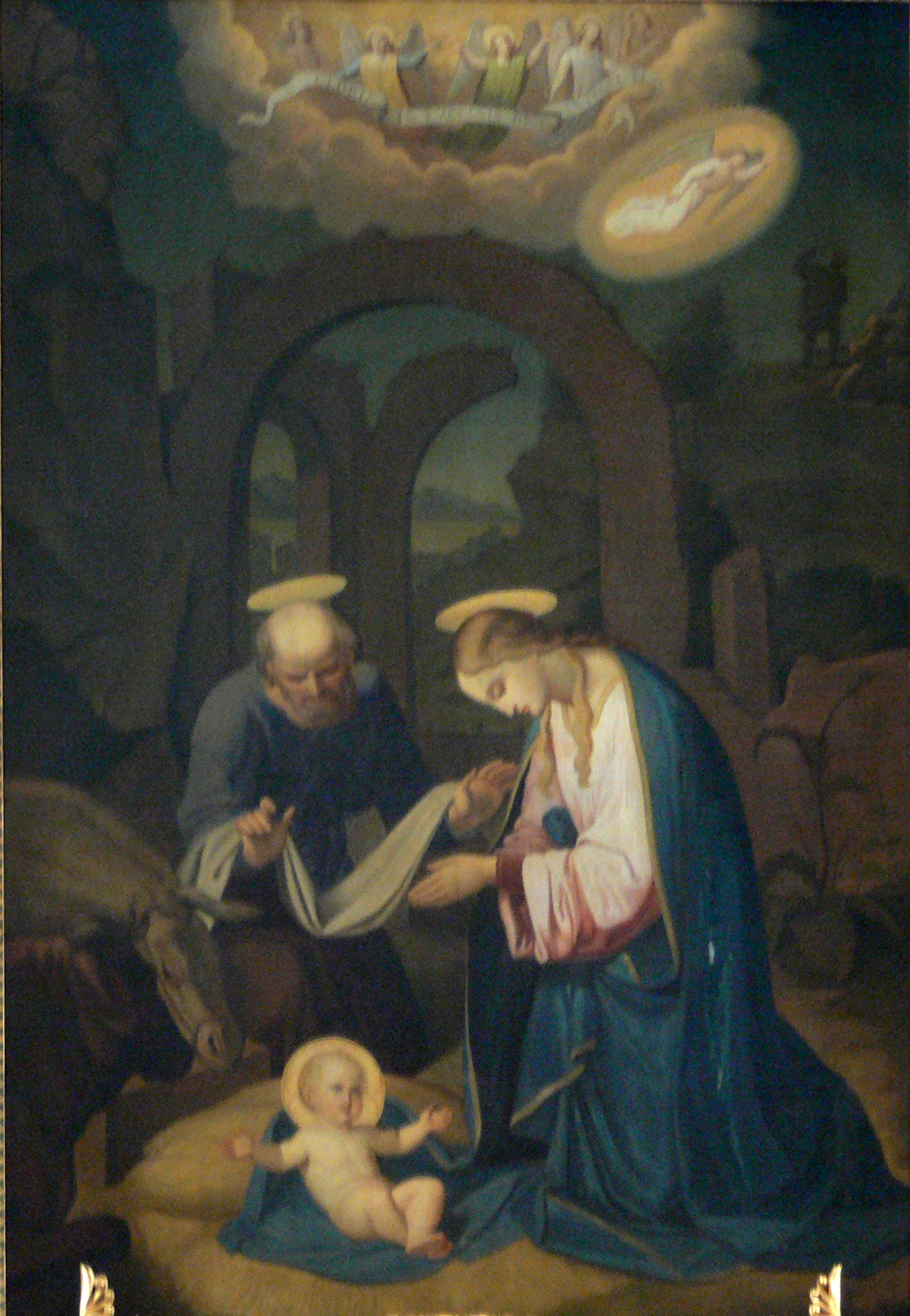
Marienaltar Geburt Christi
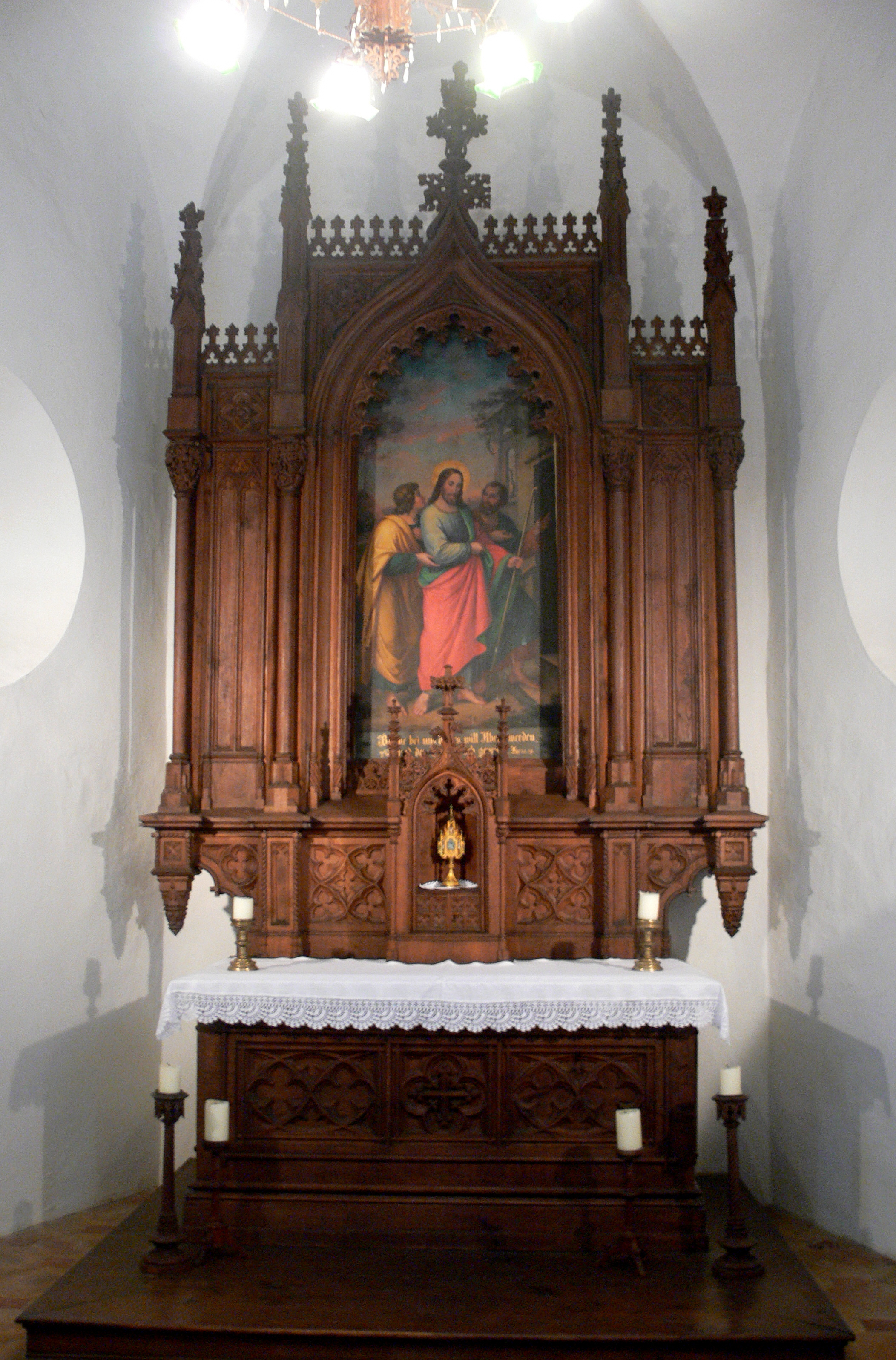
Kapelle, Rittergut Mosisgreut
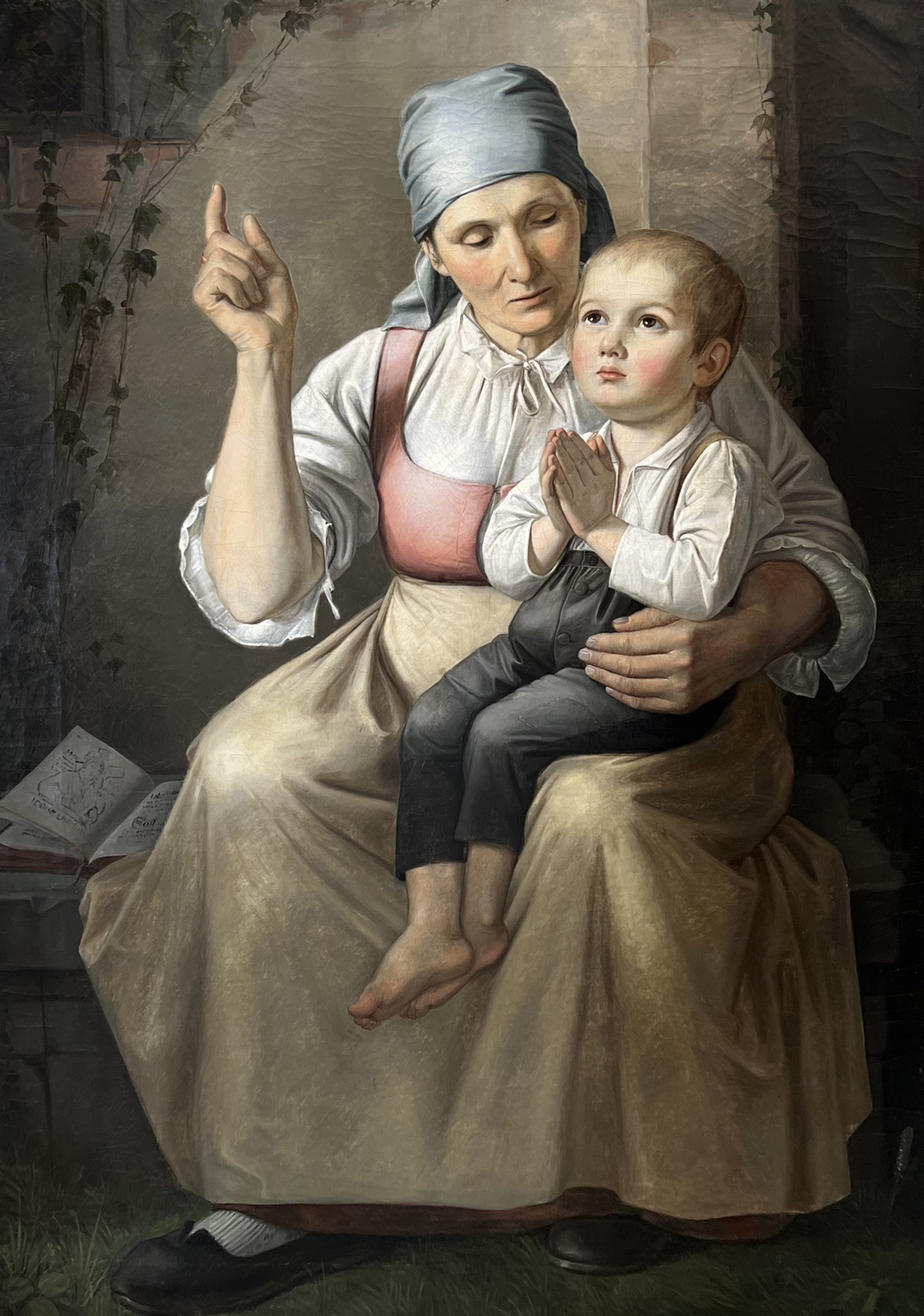
Hör auf ihn, Bub beim Gebet